# Breda (Iowa)
Breda – miasto w Stanach Zjednoczonych, w stanie Iowa, w hrabstwie Carroll.

## Demografia
W 2000 liczyło 477 mieszkańców. W 2023 liczba mieszkańców wzrosła nieznacznie do 494 osób, a gęstość zaludnienia przekroczyła 411 osób/km².